# Clayson Henrique da Silva Vieira
Clayson Henrique da Silva Vieira (Botucatu, 19 marzo 1995) è un calciatore brasiliano, attaccante del Mirassol.

## Caratteristiche tecniche
È un'ala sinistra.

## Carriera
Ha esordito il 24 marzo 2013 con la maglia dell'Ituano in un match del Campionato Paulista perso 2-1 contro l'Oeste.

## Statistiche

### Presenze e reti nei club
Statistiche aggiornate all'8 novembre 2017.
| Stagione           | Squadra            | Campionato         | Campionato | Campionato | Coppe nazionali | Coppe nazionali | Coppe nazionali | Coppe continentali | Coppe continentali | Coppe continentali | Altre coppe | Altre coppe | Altre coppe | Totale | Totale | Totale |
| Stagione           | Squadra            | Comp               | Pres       | Reti       | Comp            | Pres            | Reti            | Comp               | Pres               | Reti               | Comp        | Pres        | Reti        | Pres   | Reti   |        |
| ------------------ | ------------------ | ------------------ | ---------- | ---------- | --------------- | --------------- | --------------- | ------------------ | ------------------ | ------------------ | ----------- | ----------- | ----------- | ------ | ------ | ------ |
| 2012               | União São João     | PAU2               | 3          | 1          | CB              | 0               | 0               |                    | -                  | -                  |             | -           | -           | 3      | 1      |        |
| 2013               | Ituano             | PAU                | 5          | 0          | CB              | 0               | 0               |                    | -                  | -                  |             | -           | -           | 5      | 0      |        |
| 2014               | Ituano             | D+PAU              | 7+2        | 0          | CB              | 0               | 0               |                    | -                  | -                  |             | -           | -           | 9      | 0      |        |
| 2015               | Ituano             | PAU                | 14         | 2          | CB              | 0               | 0               |                    | -                  | -                  |             | -           | -           | 14     | 2      |        |
| Totale Ituano      | Totale Ituano      | Totale Ituano      | 28         | 2          |                 | 0               | 0               |                    | -                  | -                  |             | -           | -           | 28     | 2      |        |
| 2015               | Ponte Preta        | A+PAU              | 12+0       | 0          | CB              | 7               | 2               |                    | -                  | -                  |             | -           | -           | 19     | 2      |        |
| 2016               | Ponte Preta        | A+PAU              | 32+12      | 3+0        | CB              | 7               | 0               |                    | -                  | -                  |             | -           | -           | 51     | 3      |        |
| 2017               | Ponte Preta        | A+PAU              | 17+1       | 2+1        | CB              | 1               | 0               | CS                 | 2                  | 0                  |             | -           | -           | 21     | 3      |        |
| Totale Ponte Preta | Totale Ponte Preta | Totale Ponte Preta | 74         | 6          |                 | 15              | 2               |                    | 2                  | 0                  |             | -           | -           | 91     | 8      |        |
| 2017               | Corinthians        | A+PAU              | 28+0       | 4+0        | CB              | 0               | 0               |                    | -                  | -                  |             | -           | -           | 28     | 4      |        |
| Totale carriera    | Totale carriera    | Totale carriera    | 133        | 13         |                 | 15              | 2               |                    | 2                  | 0                  |             | -           | -           | 150    | 15     |        |

## Palmarès

### Club

#### Competizioni statali
- Campionato paulista: 1

Ituano: 2014